# پل یریما
پل یریما (فنلاندی: Paul Jerima; ۲۹ دسامبر ۱۸۹۲ – ۳۰ اوت ۱۹۵۴) بازیکن فوتبال اهل فنلاند بود.
وی همچنین در تیم ملی فوتبال فنلاند بازی کرده‌است.